# Lyubov Talalaeva
Lyubov Andreevna Talalaeva (russe : Любовь Андреевна Талалаева), née le 24 janvier 1953 à Moscou (RSFS de Russie) et morte le 24 mai 2021 dans la même ville, est une rameuse soviétique d'origine russe. Elle est médaillée d'argent aux Jeux de 1976.

## Carrière
Membre de l'équipe de l'Union soviétique aux Jeux olympiques d'été de 1976, elle remporte la médaille d'argent du huit.

## Palmarès

### Jeux olympiques
- Jeux olympiques d'été de 1976 à Montréal ( Canada) :
  -  médaille d'argent en huit